# Schönbergalm (Dienten am Hochkönig)
Die Schönbergalm  ist eine Alm in der Gemeinde Dienten am Hochkönig im österreichischen Bundesland Salzburg. Die Alm liegt am Südfuß des Hochkönigs in einer Höhe von 1500 m ü. A. Auf der Alm befinden sich zwei Almgebäude sowie die Erichhütte. Die Alm ist im Besitz der Agrargemeinschaft Werfen, die einen Senner für die Bewirtschaftung einstellt. Es werden rund 15 Kühe und 110 Stück Galtvieh aufgetrieben. Der größte Teil der Milch wird auf der Alm verarbeitet und die Mitglieder der Agrargemeinschaft erhalten ihre Käse- und Butteranteile. Hergestellt werden Butter, Pinzgauer Käse und Sperkas.

## Wanderwege
Ausgangspunkt ist der Parkplatz „Erichhütte“ unterhalb des Dientner Sattels. Von dort ist die Alm über eine Forststraße in 1/2 Std. erreichbar.